# Do Somethin’
Do Somethin’ (engl. für: „Etwas unternehmen“) ist ein Dance-Pop-Song der US-amerikanischen Popsängerin Britney Spears aus ihrem ersten Greatest-Hits-Album Greatest Hits: My Prerogative. Es wurde am 14. Februar 2005 durch Jive Records als zweite Single aus dem Album – weltweit nur mit Ausnahme von Nordamerika – veröffentlicht.

## Hintergrund

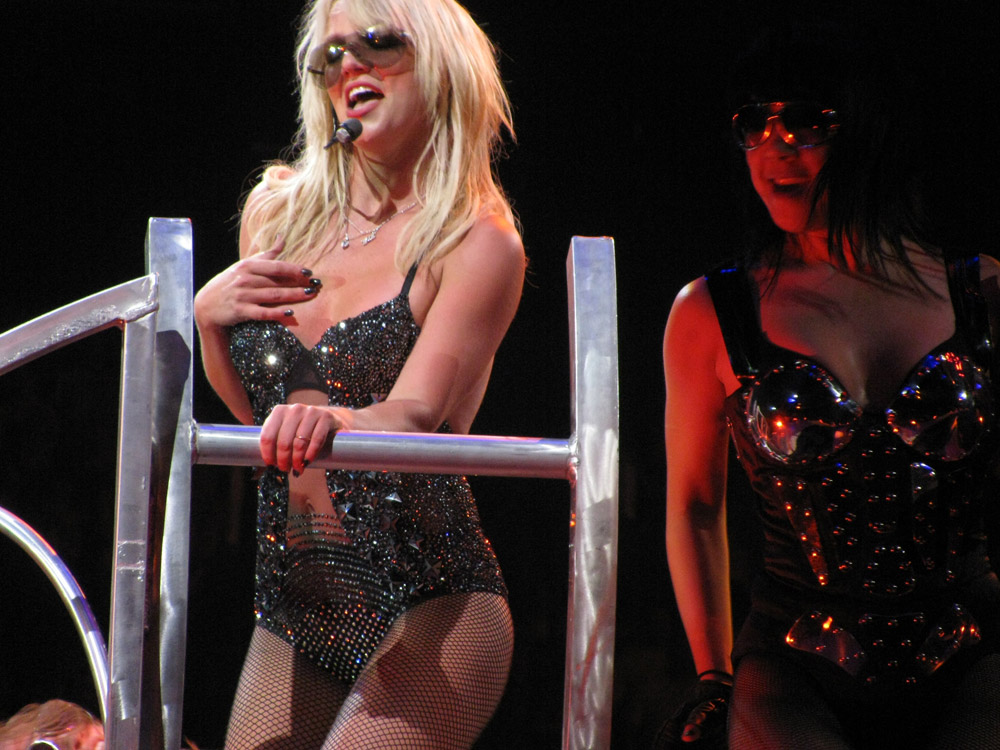
Britney Spears singt Do Somethin’ während ihrer Circus-Tournee (2009)

Do Somethin’ wurde vom schwedischen Team Bloodshy & Avant, die bereits mit Spears an Toxic aus ihrem vierten Studioalbum In the Zone arbeiteten, geschrieben und produziert. Der Song wurde in den Murlyn Studios in Stockholm aufgenommen. Das Lied ist in der Tonart e-moll geschrieben. Spears’ Stimmumfang reicht von Ton E3 bis zur Note C5.
Das von Bloodshy & Avant produzierte Lied war nie dazu gedacht, veröffentlicht zu werden. Jedoch war es ein Wunsch von Spears und wurde somit realisiert. Textlich bezieht es sich darauf, eine gute Zeit zu verbringen und nicht auf das zu hören, was andere über einen sagen.
Der Song erhielt positive Bewertungen von Kritikern. Obwohl der Song nicht in den USA veröffentlicht wurde, erreichte er durch hohe Downloadzahlen eine Chartplatzierung. Weltweit erzielte der Song weitere hohe Chartplatzierungen unter anderem die Top-Ten-Position in Ländern wie Australien, Dänemark, Schweden und Großbritannien. Spears hat Do Somethin’ auf ihrer M + M's Promo-Tour und während ihrer Welt-Tournee The Circus Starring: Britney Spears aufgeführt.

## Mitwirkende
- Britney Spears – Haupt- und Begleitgesang
- Bloodshy & Avant – Komposition, Produktion, Programmierung
- Angela Hunte – Komposition
- Steven Lunt – Arrangement
- Niklas Flyckt – Abmischung
- BlackCell – Begleitgesang
- Emma Holmgren – Begleitgesang

## Charts und Chartplatzierungen
| ChartsChartplatzierungen       | Höchstplatzierung | Wochen |
| ------------------------------ | ----------------- | ------ |
| Deutschland (GfK)              | 18 (9 Wo.)        | 9      |
| Österreich (Ö3)                | 21 (11 Wo.)       | 11     |
| Schweiz (IFPI)                 | 11 (19 Wo.)       | 19     |
| Vereinigtes Königreich (OCC)   | 6 (10 Wo.)        | 10     |
| Vereinigte Staaten (Billboard) | 100 (1 Wo.)       | 1      |

## Auszeichnungen für Musikverkäufe
| Land/Region               | Auszeichnungen für Musikverkäufe (Land/Region, Auszeichnung, Verkäufe) | Verkäufe |
| ------------------------- | ---------------------------------------------------------------------- | -------- |
| Australien (ARIA)         | Gold                                                                   | 35.000   |
| Vereinigte Staaten (RIAA) | Gold                                                                   | 500.000  |
| Insgesamt                 | 2× Gold ·                                                              | 535.000  |

Hauptartikel: Britney Spears/Auszeichnungen für Musikverkäufe